# Breezy (Album)
Breezy ist ein Jazzalbum von Ingebrigt Håker Flatens Band (Exit) Knarr. Die im Februar 2024 im Juke Joint Studio in Notodden entstandenen Aufnahmen erschienen am 27. September 2024 auf dem Label Sonic Transmisions.

## Hintergrund
Breezy ist das zweite Album der Band (Exit) Knarr unter Leitung des norwegischen Bassisten Ingebrigt Håker Flaten; das selbstbetitelte Debütalbum erschien 2021.  Diese Band wurde ursprünglich als einmaliges Auftragsprojekt für das Vossa Jazz Festival im Jahr 2021 zusammengestellt, ist aber inzwischen Håker Flatens Hauptgeschäftsfeld als Bandleader und Komponist. Das Album ist der 2022 verstorbenen Trompeterin Jaimie Branch mit dem Spitznamen „Breezy“ gewidmet, einer engen Freundin und Kollegin  Håker Flatens. Branch und Håler Flaten kannten sich seit seinem Umzug nach Chicago im Jahr 2006 und die beiden arbeiteten zusammen in mehreren Konstellationen. Sie nahmen zusammen mit dem Chicagoer Saxofonisten Dave Rempis und dem norwegischen Schlagzeugerkollegen Tollef Østvang Tripel/Dubbel (2020) auf und nahmen an Rob Mazureks Exploding-Star-Orchestra-Album Dimensional Stardust (International Anthem, 2020) teil.
Knarrs Besetzung hat sich seit seinem Debütalbum verändert; inzwischen gehören dazu die dänische Altsaxophonistin Mette Rasmussen und der Trompeter Erik Kimestad Pedersen, der schwedische Pianist Oscar Grönberg und der Saxofonist Karl Hjalmar Nyberg sowie der amerikanische Gitarrist Jonathan F. Horne (der mit Håker Flaten in The Young Motherszu hören ist) sowie der norwegische Schlagzeuger Olaf Moses Olsen und Håker Flaten am Bass.

## Titelliste
- Ingebrigt Håker Flaten: Breezy (Sonic Transmisions STRCD 25)

1. Free the Jazz
2. Hilma
3. Ability
4. Breezy

Die Kompositionen stammen von Ingebrigt Håker Flaten.

## Rezeption

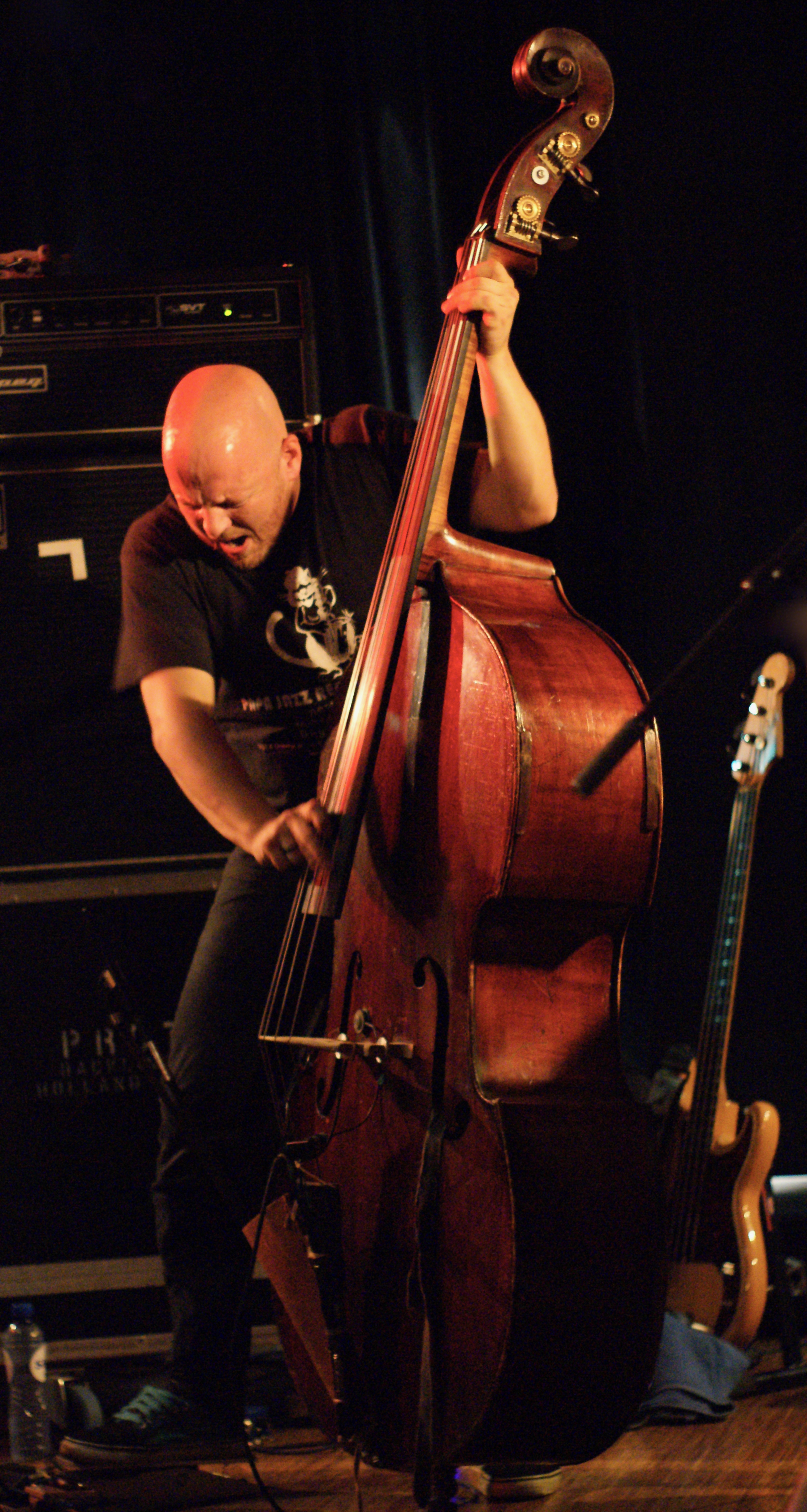
Ingebrigt Håker Flaten (2010)

Im Laufe von mehr als 30 Jahren habe die Bassist Ingebrigt Håker Flaten Punk, Rock, Noise, experimentelle Verrücktheiten und jede erdenkliche Variante des Jazz gespielt, schrieb Michael Toland (The Big Takeover). All seine Erfahrungen würde er nun in Breezy einbringem, seinem Album mit seiner Band (Exit) Knarr. Flaten stütze sich insbesondere auf den Spiritual Jazz von Pharoah Sanders und John Coltrane und die europäische Tradition der freien Improvisation. Er würde eine Klanglandschaft schaffen, die zwischen Himmel und Hölle schwankt, mit heftigen Klangstößen, die von fließenden Meereswellen unterbrochen werden. Es sei erfrischend zu hören, wie Flaten eine Reihe von Musikern zu Kanälen für seine eigene Vision forme – ganz zu schweigen davon, dass dies so gut gelinge. Mit Freiheit im Kopf und Liebe im Herzen erreiche Flaten bei Breezy einen neuen Höhepunkt – als Komponist, Musiker, Feldgeneral und vor allem als einfühlsamer Mensch.
Nach Ansicht von Phil Freeman, der das Album in Ugly Beauty/Stereogum rezensierte, hat die Musik nicht den westafrikanischen Punk-Groove von Branchs eigener Band Fly or Die, aber sie hat denselben anarchischen Geist, der die drei fantastischen Studioalben dieser Crew beflügelte. „Free the Jazz“ würde sich durch ein wildes Zusammenspiel zwischen Klavier und E-Gitarre auszeichnen, das an Tom Waits‘ Musik aus der Mitte der 1980er-Jahre erinnere, während die Saxophonisten schrille Schreie ausstoßen und gelegentlich Platz für eine jubelnde Fanfare mit drei Bläsern machen. Der Bass sei hier ein gewaltiger, pochender Herzschlag, der alles die ganze Zeit vorantreibe.
Breezy würde Branchs ansteckenden, erhebenden Geist getreu einfangen, schrieb Eyal Hareuveni in Salt Peanuts. Das Album feiere die Freude, die Branch mit sich brachte – an ihrer Persönlichkeit und ihrer aufregenden Musik, einer Musik, die es wagte, Risiken einzugehen, ins Unbekannte einzutauchen und großen Spaß und Erfolg zu haben. Als äußerst erfahrener und kluger Bandleader würde Håker Flaten genau wissen, wie man die richtigen Musiker für ein solches Projekt auswähle und den offenen Raum schaffe, der das Beste aus ihnen heraushole. Seine Kompositionen treiben Knarr dazu, kraftvolle und unwiderstehliche Musik darzubieten, und Knarr fungiere als eine der besten Bands von Håker Flaten. Der Titeltrack am Schlus des Albums sei eine rührende, herzliche Hommage an Branch und unterstreiche die tiefe emotionale Wirkung dieses fröhlichen Albums.